# Absolutely
Absolutely è il secondo album discografico del gruppo musicale ska britannico dei Madness, pubblicato nel 1980.

## Tracce
1. Baggy Trousers – 2:45 (McPherson/Foreman)
2. Embarrassment – 3:13 (Thompson/Barson)
3. E.R.N.I.E. – 2:45 (McPherson/Foreman)
4. Close Escape – 3:29 (Thompson/Foreman)
5. Not Home Today – 2:30 (McPherson/Bedford)
6. On the Beat Pete – 3:05 (Thompson/Madness)
7. Solid Gone – 2:22 (Smyth)
8. Take It or Leave It – 3:26 (Thompson/Barson)
9. Shadow of Fear – 1:58 (McPherson/Barson)
10. Disappear – 2:58 (McPherson/Bedford)
11. Overdone – 3:45 (Thompson/Foreman)
12. In the Rain – 2:42 (McPherson/Madness)
13. You Said – 2:35 (McPherson/Barson)
14. The Return of the Los Palmas 7 – 2:01 (Barson/Woodgate/Bedford)

Durata totale: 39:34

## Copertina
La copertina raffigura il gruppo presso la stazione Chalk Farm tube station della metropolitana di Londra.

## Ristampa
Nel 2010 l'album è stato ripubblicato nel formato doppio CD con un secondo disco contenente la registrazione di un concerto del 1980 e con diverse B-side aggiuntive.

## Formazione
- Graham McPherson (Suggs) – voce, percussioni
- Mike Barson (Monsieur Barso) – tastiere
- Chris Foreman (Chrissie Boy) – chitarre
- Mark Bedford (Bedders) – basso
- Lee Thompson (Kix) – sassofono, cori
- Daniel Woodgate (Woody) - batteria, percussioni
- Cathal Smyth (Chas Smash) – cori, tromba, voce (traccia 7)

## Classifiche
| Classifica (1980)                   | Posizione raggiunta |
| ----------------------------------- | ------------------- |
| Paesi Bassi                         | 2                   |
| Germania                            | 21                  |
| Regno Unito (Official Albums Chart) | 2                   |
| Stati Uniti                         | 146                 |